# Сальяно-Микка
Сальяно-Микка (итал. Sagliano Micca) — коммуна в Италии, располагается в регионе Пьемонт, в провинции Бьелла.
Население составляет 1676 человек (2008 г.), плотность населения составляет 120 чел./км². Занимает площадь 14 км². Почтовый индекс — 13816. Телефонный код — 015.
Покровителем коммуны почитается святой апостол Иаков Старший, празднование 25 июля.

## Демография
Динамика населения:

## Города-побратимы
- Минервино-Мурдже, Италия (2009)

## Администрация коммуны
- Официальный сайт: